# Stakleno vlakno
Stakleno vlakno je umjetno vlakno dobiveno iz rastaljenoga stakla (taline) izvlačenjem niti i namatanjem na brzorotirajući valjak (filamentna vlakna) ili centrifugalnim postupkom uz puhanje stlačenim zrakom (kratka vlasasta vlakna). Rabi se staklo različitih vrsta i svojstava koja su posljedica različitih kemijskih sastava, odnosno specifičnog udjela pojedinih oksida. Ovisno o vrsti i svojstvima stakla, ono se označava slovnom oznakom: 
- AR-staklo je, zahvaljujući povećanom udjelu cirkonijeva oksida, otporno na alkalije pa se od njega proizvode vlakna za armiranje betona;
- C-staklo je otporno na kemikalije te se upotrebljava za proizvodnju mikrovlakana za primjenu u kemijskoj industriji;
- za D-staklo tipičan je određeni udjel borova oksida, a uz kemijsku i toplinsku otpornost takva vlakna pokazuju i posebna dielektrična svojstva;
- E-staklo ima velik električni otpor;
- vlakna od S-stakla i HS-stakla odlikuju se velikom čvrstoćom,
- a jedino vlakna od M-stakla, koje sadrži berilijev oksid, imaju visoki Youngov modul elastičnosti.

Staklena vlakna općenito su čvrsta, negoriva, većinom otporna na kemikalije i dobrih izolacijskih svojstava, ali kruta i krta; savitljivost nužna za tekstilnu preradbu i raznoliku primjenu postiže se velikom finoćom niti (promjer manji od 40 μm, a kod mikrovlakana iznosi i samo nekoliko nanometara).

### Podjela
Staklena vlakna se obično razvrstavaju prema području primjene i njime uvjetovanim morfološkim značajkama: 
- tekstilna staklena vlakna uglavnom se rabe za raznovrstan tehnički tekstil, a proizvode se kao vlasasta (to jest malih duljina) ili filamentna (neograničene duljine). Od vlasastih se vlakana proizvodi predena pređa za tkanje i pletenje ili se takva vlakna izravno prerađuju u netkane tekstilije različitih vrsta (filtri, staklena vuna, filc i slično). Od filamenata promjera 7 do 27 μm pretežno se izrađuje neuvijena multifilamentna pređa (takozvani roving) za ojačavanje kompozita;
- izolacijska staklena vlakna uglavnom se proizvode od E-stakla i D-stakla i prerađuju se u netkane tekstilije koje se rabe u građevinarstvu i industriji i za toplinsku i elektroizolaciju;
- staklena mikrovlakna vrlo su fina vlasasta vlakna promjera od desetak nanometara do dva mikrometra. Rabe se za mikroporozne membrane i vrlo zahtjevne filtracije u kemijskoj i prehrambenoj industriji, gdje se uz kemijsku i toplinsku otpornost, iskorištava njihova velika specifična površina;
- šuplja staklena vlakna proizvode se od S-stakla i HS-stakla, a u posebnu se skupinu svrstavaju zbog specifičnih morfoloških svojstava. U središnjem je dijelu vlakana uzdužna šupljina (oko 30% površine presjeka), pa su ona lagana, ali istodobno velike čvrstoće postignute specijalnom vrstom stakla. Stoga se rabe za ojačavanje kompozita za preciznu tehniku.
- posebnu skupinu čine optička vlakna, bikonstitucijska steklena vlakna građena od dviju vrsta stakala koja imaju različite indekse loma, a u vlaknu su raspoređena tako da čine jezgru i omotač. Rabe se kao svjetlovodi u optičkim telekomunikacijama i za neke specijalne primjene. Pri proizvodnji svjetlovodnoga stakla posebno je važno postizanje potpune čistoće. Jedna od metoda izrade svjetlovodnoga stakla je naparivanje silicijeva i germanijeva oksida, koji nastaju oksidacijom silicijeva i germanijeva tetraklorida kisikom u kontroliranim uvjetima, na unutrašnjoj strani cijevi od kremenoga stakla na temperaturi od približno 1 900 K. Cijev se zatim jakim zagrijavanjem prevede u homogenu šipku, koja se razvlači u vlakna.

## Stakloplastika
Stakloplastika (ponekad i fiberglas) je složeni materijal (kompozit) od staklenih niti međusobno povezanih sintetskom smolom. Zbog dobrih mehaničkih svojstava (čvrstoće i elastičnosti) i otpornosti na kemijske utjecaje uvelike se primjenjuje kao zamjena za druge materijale (drvo, staklo, metal) u mnogim proizvodnim granama (brodogradnji, procesnoj industriji, izradbi sportske opreme i drugo).